# Bis ans Ende der Welt (Album)
Bis ans Ende der Welt ist das erste Studioalbum der deutschen Band Santiano. Es wurde im Februar 2012 veröffentlicht.

## Entstehungsgeschichte
Die Band setzt sich zusammen aus den Musikern Hans-Timm Hinrichsen (Gitarre, Bass, Drums), Axel Stosberg (Percussion, Mundharmonika), Björn Both (Gitarre, Bass), Andreas Fahnert (Gitarre) und Pete Sage (Akkordeon, Geige, Mandoline, Bouzouki, Percussion). Santiano entstand aus einer Idee des Musikproduzenten Hartmut Krech. Das erste Lied O Santianna (All On The Plains Of Mexico) wurde auf einer Party von dessen Label Elephant Music gejammt. Da die Chemie stimmte, begann man 2011 an weiteren Liedern zu arbeiten und nahm das Album auf.

## Titelliste
| #   | Titel (Komponisten)                                                                                  | Länge |
| --- | --- | ----- |
| 1.  | Santiano (Traditional, Hartmut Krech, Mark Nissen, Antonio Berardi, Lukas Hainer)                    | 3:01  |
| 2.  | Frei wie der Wind (Andreas Fahnert, Hartmut Krech, Mark Nissen, Axel Stosberg, Hans-Timm Hinrichsen) | 3:05  |
| 3.  | Weit übers Meer (David’s Song) (Vladimir Cosma, Lukas Hainer)                                        | 3:09  |
| 4.  | Whiskey in the Jar (Traditional, Hartmut Krech, Mark Nissen)                                         | 3:32  |
| 5.  | Alle, die mit uns auf Kaperfahrt fahren (Traditional, Hartmut Krech, Mark Nissen)                    | 3:03  |
| 6.  | Es gibt nur Wasser (Hartmut Krech, Mark Nissen, Lukas Hainer)                                        | 3:14  |
| 7.  | Auf nach Californio (Hartmut Krech, Mark Nissen, Lukas Hainer)                                       | 3:27  |
| 8.  | Garten Eden (Scarborough Fair) (Traditional, Hartmut Krech, Mark Nissen, Lukas Hainer, Björn Both)   | 3:47  |
| 9.  | Irish Rover (Traditional, Vladimir Cosma)                                                            | 3:21  |
| 10. | 500 Meilen (500 Miles) (Traditional, Hartmut Krech, Mark Nissen, Lukas Hainer)                       | 3:45  |
| 11. | Der Wind ruft meinen Namen (Hartmut Krech, Mark Nissen, Björn Both)                                  | 3:58  |
| 12. | Blow Boys Blow (Pete Sage)                                                                           | 2:25  |
| 13. | Land in Sicht (Björn Both)                                                                           | 4:16  |
|     | Bonustracks der Neuauflage                                                                           |       |
| 14. | Tri Martolod (Traditional, Hartmut Krech, Mark Nissen, Lukas Hainer)                                 | 3:18  |
| 15. | St. Malo (Hartmut Krech, Mark Nissen, Lukas Hainer)                                                  | 3:16  |
| 16. | Wieder auf See (Wish You Were Here) (Leskelia Teijo, Lukas Hainer)                                   | 3:47  |
| 17. | Molly Malone (Traditional, Hartmut Krech, Mark Nissen)                                               | 4:00  |

## Musikstil
Santiano mischen auf dem Album typische Seemannslieder, Shanties sowie typische Irish-Folk-Stücke, mit populärmusikalischen Stilelementen aus den Bereichen Schlager, Volksmusik, Pop- und Rockmusik. Einige Lieder besitzen auch Metal-Elemente, insbesondere aus dem Bereich des Power Metal sowie des Hard Rock. Bei den Liedern handelt es sich um Coverversionen sowohl traditioneller deutscher und englischer Seemannslieder wie Blow Boys Blow, Scarborough Fair, Whiskey in the Jar und Alle, die mit uns auf Kaperfahrt fahren als auch modernerer Titel wie Wish You Were Here von Rednex. Die teilweise eingedeutschten Texte behandeln dementsprechend auch die typischen Seemannsthemen, also sowohl Fern- als auch Heimweh, die Schifffahrt oder Piraterie. Neben der Bearbeitung traditioneller Lieder sind auch die Eigenkompositionen Frei wie der Wind, Es gibt nur Wasser, Der Wind ruft meinen Namen und Land in Sicht auf dem Album vertreten. Bei Weit übers Meer ist Nicole Lorenzen am Gesang zu hören.

## Singles
Am 23. März 2012 wurde der Titelsong des Albums als Single auf CD veröffentlicht. Bereits zuvor war der Titel nach einem Auftritt in der TV-Show Willkommen bei Carmen Nebel durch digitale Einzeldownloads in die deutschen Singlecharts eingestiegen.
Nach dem Auftritt der Band bei der Echo-Preisverleihung im März 2013, bei dem sie zusammen mit Andreas Gabalier den Titel Es gibt nur Wasser sangen, konnte sich auch dieser Titel als Einzeldownload in den deutschen Singlecharts platzieren.

## Kommerzieller Erfolg

### Chartplatzierungen
Im März 2012 erreichte das Album die Chartspitze der deutschen Albumcharts. Im September 2012 erschien eine Neuauflage des Albums, welches dafür um vier neue Songs erweitert wurde. Ein Mitschnitt eines Konzertes in der Hamburger Fischauktionshalle wurde im November als Live-Version des Albums auf zwei CDs sowie als DVD veröffentlicht.
2012 platzierte sich das Album auf Rang drei der deutschen Newcomer-Jahrescharts. In den deutschen Jahres-Albumcharts von 2013 belegte das Album Rang sechs. Am 21. März 2013 wurde es mit einem Echo Pop in der Kategorie „Volkstümliche Musik“ ausgezeichnet.
| ChartsChartplatzierungen | Höchstplatzierung | Wochen |
| ------------------------ | ----------------- | ------ |
| Deutschland (GfK)        | 1 (187 Wo.)       | 187    |
| Österreich (Ö3)          | 25 (14 Wo.)       | 14     |
| Schweiz (IFPI)           | 15 (22 Wo.)       | 22     |

| ChartsJahrescharts (2012) | Platzierung |
| ------------------------- | ----------- |
| Deutschland (GfK)         | 6           |

| ChartsJahrescharts (2013) | Platzierung |
| ------------------------- | ----------- |
| Deutschland (GfK)         | 9           |

| ChartsJahrescharts (2014) | Platzierung |
| ------------------------- | ----------- |
| Deutschland (GfK)         | 52          |

| ChartsJahrescharts (2015) | Platzierung |
| ------------------------- | ----------- |
| Deutschland (GfK)         | 97          |

### Auszeichnungen für Musikverkäufe
Bereits im September 2012 wurde es in Deutschland mit Platin für 200.000 verkaufte Einheiten ausgezeichnet, im Dezember des gleichen Jahres erreichte Bis ans Ende der Welt Doppelplatin-Status. Im Dezember 2018 erreichte es in Deutschland Dreizehnfach-Gold-Status für über 1,3 Millionen verkaufter Einheiten, damit zählt Bis ans Ende der Welt zu einem der meistverkauften Musikalben in Deutschland.
| Land/Region        | Auszeichnungen für Musikverkäufe (Land/Region, Auszeichnung, Verkäufe) | Verkäufe  |
| ------------------ | ---------------------------------------------------------------------- | --------- |
| Deutschland (BVMI) | 13× Gold                                                               | 1.300.000 |
| Österreich (IFPI)  | Gold                                                                   | 10.000    |
| Insgesamt          | 2× Gold · 6× Platin ·                                                  | 1.310.000 |